# Parque Estadual Sumaúma
O Parque Estadual Sumaúma é uma Unidade de Conservação de Proteção Integral no estado do Amazonas criada através do decreto nº23.721 de 5 de setembro de 2003 com uma área de 53 hectares. É a primeira Unidade de Conservação Estadual localizada na cidade de Manaus, no Brasil.
A criação desta Unidade de Conservação é parte do programa de Unidades de Conservação da SDS/IPAAM (Instituto de Proteção Ambiental do Estado do Amazonas), porém é um resultado do bairro da Cidade Nova - local que abriga o parque - do grupo de voluntários de Fragmentos Florestais Urbanos, da Assembléia Legislativa e de instituições governamentais, numa tentativa de proteger uma das poucas áreas verdes preservadas na cidade de Manaus.
Os moradores do entorno do Parque participaram ativamente do processo de criação desta Unidade de Conservação e atualmente colaboram nas atividades de vigilância decisões pertinentes à implementação do Samaúma, tais como: desenvolvimento de atividades de capacitação para melhor atuação dentro do Parque, mobilização de comunitários, discussão sobre infraestrutura e formação do Conselho Gestor do Parque Samaúma.

## Objetivos do parque
A implementação do parque permite o desenvolvimento de ações e atividades que beneficiam a comunidade.
Entre essas ações encontra-se a realização de atividades de recreação e de educação ambiental, voltado às comunidades e às escolas, a proteção de nascentes da Bacia do Igarapé do Mindu e a proteção e monitoramento da fauna e flora.

## Fauna
Entre os representantes da fauna do Parque constam: preguiça-de-bentinho (Bradypus variegatus), cutiara (Dasyprocta aguti), iguana (Iguana iguana) e o primata sauim-de-coleira (Saguinus b. bicolor), espécie encontrada somente nas florestas de Manaus e ameaçada de extinção.
A biodiversidade de aves é bem representativa, cerca de 89 espécies habita o local. entre elas há o registro de limpada-folha-do-buriti (Berlepschia rikeri), taperebá-do-buriti (Tachornis squamatus) e suiriri-de-garganta-rajada (Tyrannopsis sulphurea) que são próprios de áreas com buritizais.
Foram encontradas no Parque espécies migratórias como maçarico-solitário (Tringa solitaria) e a andorinha-azul (Progne subis); canoras como o curió (Oryzoborus angolensis) e o azulão-da-mata (Passerina cyanoides).
Essa biodiversidade ocorre em função dos diferentes ambientes existente no Parque, taias como a ocorrência de buritizais, cursos d'água remanescente de mata primária, campos baixos,capoeiras e diversidade de frutos silvestres que mantêm e sustentam a fauna. Além da espécie da Samaúma, outras espécies de árvores imporatantes são encontradas como: amapá, piquiá, acariquara e patauá.

## Espécies ameaçadas de extinção

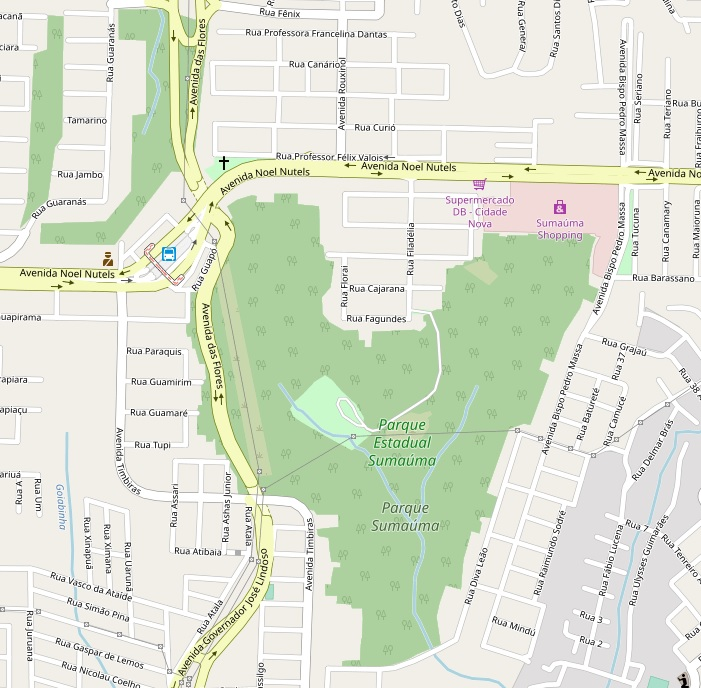
O Parque Estadual Sumaúma está localizado no bairro Cidade Nova, zona norte de Manaus.

O sauim-de-manaus (Saguinus b. bicolor) pertence à família Callitrichidade, que compreende os primatas neotropicais. O sauim possui unhas em forma de garra (exceto polegar), é capaz de gerar dois filhotes por gestação, uma ou duas vezes ao ano. O sauim-de-coleira é o único calitriquídeo na região de Manaus. devido sua distribuição ser restrita e com poucos dados disponíveis na literatura científica sobre sua biologia e ecologia, o macaco foi incluído nas listas nacionais e internacionais de espécies ameaçadas de extinção. A espécie se alimenta de insetos, frutos e néctar, vive em grupos com cerca de 10 indivíduos ocupando uma área que vai de 12 a 21 hectares.
OBS. Algumas espécies de pássaro podem até frequentar o que restou dessa mata, mas dificilmente alguém encontrará ainda sauins de coleira ou preguiças nesse local, pois o mesmo foi sufocado pelo próprio conjunto cidade nova e pelas invasões criminosas que se seguiram. Houve um tempo em que até cuitas andavam nas ruas desse conjunto, hoje o que resta é um arremedo de parque ecológico.

## Área de entorno
Existem 13 escolas localizadas no entorno do Parque Samaúma, totalizando aproximadamente 15.330 alunos, e que também vêm sendo envolvidas em diversas atividades do Parque, como: palestras, oficina de teatro de bonecos e eventos de mobilização comunitária que buscam ampliar o nível de informação e envolvimento desse público na implementação da UC. Dessa forma, esse projeto busca desenvolver atividades que assugurem a integridade do Parque Samaúma e resultem no envolvimento da comunidade e escolas do entorno em sua gestão e utilização, permitindo a valorização desse espaço e promova a sua conservação.